# Ted Kaczynski

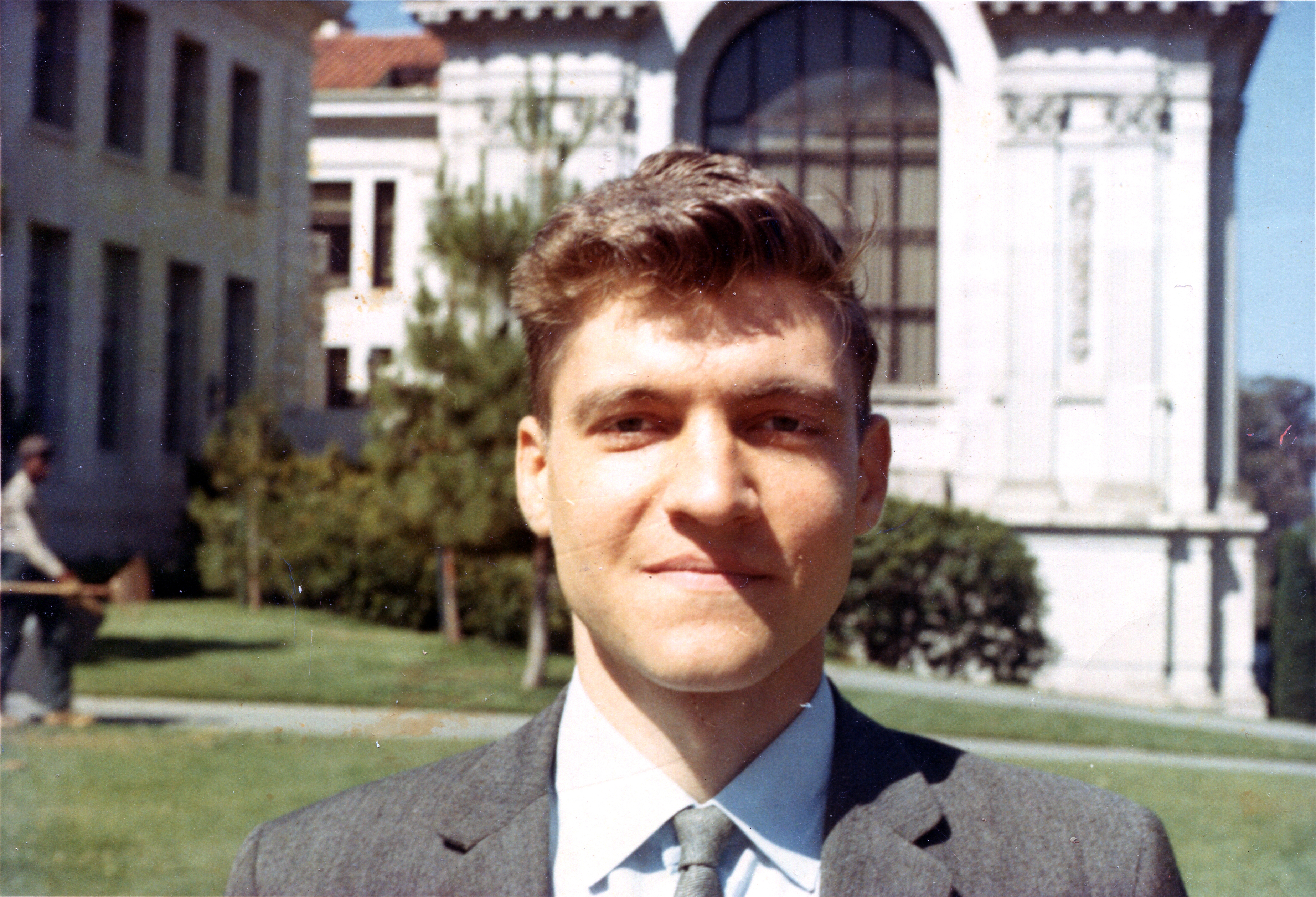
Kaczynski (1968) jako adiunkt na Uniwersytecie Kalifornijskim w Berkeley

Ted Kaczynski, właśc. Theodore John Kaczynski, ps. Unabomber (ur. 22 maja 1942 w Chicago, zm. 10 czerwca 2023 w Butner) – amerykański matematyk, terrorysta i seryjny morderca motywujący swoje działania sprzeciwem wobec społeczeństwa i cywilizacji opartych na nowoczesnej technice. Przydomek Unabomber powstał z kryptonimu UNABOM (ang. university and airline bombings), który agenci Federalnego Biura Śledczego (FBI) nadali sprawie Theodore’a Kaczynskiego.

## Życiorys
Pochodził z rodziny o polskich korzeniach (Polakami byli jego dziadkowie). Jego rodzice byli wychowani jako katolicy, jednak później zadeklarowali się jako ateiści. Od czasów młodości wykazywał ponadprzeciętne zdolności matematyczne, co łączyć można z wysokim IQ – jego iloraz inteligencji wynosił 170 w skali Stanforda-Bineta. W wieku 16 lat rozpoczął studia na Uniwersytecie Harvarda. W tym czasie Kaczynski był uczestnikiem poniżającego eksperymentu psychologicznego dotyczącego odporności na stres oraz dezintegracji osobowości prowadzonego przez psychologa Henry’ego Murraya. To doświadczenie mogło mieć wpływ na jego późniejsze antyspołeczne zachowania. W roku 1962 rozpoczął studia na Uniwersytecie Michigan w Ann Arbor. Na tej uczelni obronił doktorat z matematyki. W latach 1967–1969 jako matematyk pełnił funkcję docenta na Uniwersytecie Kalifornijskim w Berkeley. Wkrótce zrezygnował z tej posady i pozostawał bezrobotny, żyjąc samotnie bez udogodnień cywilizacyjnych w drewnianej chacie w stanie Montana.

### Działalność przestępcza
Od 1978 do 1995 Kaczynski wysyłał listy-bomby do różnych ludzi, przyjmując filozofię zbliżoną do neoluddyzmu. Zamierzał walczyć w ten sposób ze złem wynikającym – w jego mniemaniu – z postępu technicznego. Swoje bomby wysyłał w starannie wykonanych przez siebie drewnianych pudełkach, oznakowanych literami „FC” (Freedom Club, czyli „klub wolności”). W ciągu prawie 18 lat od jego bomb zginęły trzy osoby, a dwadzieścia dziewięć zostało rannych.
Kaczynski działał bardzo ostrożnie, przez co był długo nieuchwytny. Stał się przedmiotem najdroższego, najdłuższego i najbardziej pracochłonnego w historii FBI śledztwa.
19 września 1995 dzienniki „The New York Times” i „The Washington Post” opublikowały manifest Kaczynskiego: zawierający 35 tysięcy słów esej filozoficzny, dotyczący zagrożeń wynikających z postępu technicznego. W Polsce wydało go, pod tytułem Społeczeństwo przemysłowe i jego przyszłość, anarchistyczne wydawnictwo „Inny Świat”. Zdaniem Kaczynskiego nowoczesna technika pozbawia człowieka wolności i prowadzi do problemów psychologicznych poprzez pozbawienie go „procesu władzy” – przez co rozumiał indywidualną odpowiedzialność za zaspokojenie podstawowych potrzeb (jedzenia, bezpieczeństwa). Unabomber omawiał też psychologię zwolennika poglądów lewicowych, którego jego zdaniem cechuje kompleks niższości i „naduspołecznienie”.
Do schwytania Unabombera przyczynił się jego brat David, który w poglądach autora rozpoznał poglądy Teda, z którym od wielu lat nie utrzymywał kontaktu. Ted Kaczynski aresztowany został 3 kwietnia 1996, a w 1998 skazano go na karę dożywotniego więzienia. Przed atakami terrorystycznymi z 11 września 2001 Unabomber był symbolem terroryzmu w Stanach Zjednoczonych. Od 1997 Kaczynski przebywał w więzieniu o maksymalnie zaostrzonym rygorze ADX Florence, w stanie Kolorado. W więzieniu tym przebywają osoby uznawane przez amerykańskie władze za skrajnie niebezpieczne, m.in. Eric Rudolph, Ramzi Yousef oraz Timothy McVeigh. Kaczynski zaprzyjaźnił się z McVeighem i prowadził z nim do czasu jego egzekucji rozmowy poświęcone polityce i filozofii.
W grudniu 2021 roku z powodów zdrowotnych został przeniesiony do więzienia w Butner, w stanie Karolina Północna. Pod koniec życia chorował na nowotwór. 10 czerwca 2023 roku został znaleziony martwy w swojej celi. Niedługo później podano, że przyczyną śmierci było samobójstwo. Powiesił się na sznurowadłach na poręczy dla niepełnosprawnych w swoim pokoju.

### Lista zamachów
| Rok  | Data           | Lokalizacja                                      | Ofiary                                                 | Obrażenia                                                                                                   |
| ---- | -------------- | ------------------------------------------------ | ------------------------------------------------------ | --- |
| 1978 | 25–26 maja     | Northwestern University, Evanston, Illinois      | Terry Marker, funkcjonariusz policji akademickiej      | drobne |
| 1979 | 9 maja         | Northwestern University                          | John Harris, absolwent uczelni                         | drobne |
| 1979 | 15 listopada   | Chicago                                          | 12 pasażerów American Airlines                         | zatrucie dymem                                                                                              |
| 1980 | 10 czerwca     | Chicago                                          | Percy Wood, prezes United Airlines                     | skaleczenia i poparzenia                                                                                    |
| 1981 | 8 października | Uniwersytet Utah, Salt Lake City, Utah           | brak – bomba rozbrojona                                | |
| 1982 | 5 maja         | Uniwersytet Vanderbilta, Nashville, Tennessee    | Janet Smith, sekretarka uniwersytecka                  | poważne obrażenia rąk, wymagające skomplikowanego leczenia                                                  |
| 1982 | 2 lipca        | Uniwersytet Kalifornijski w Berkeley, California | Diogenes Angelakos, profesor                           | obrażenia twarzy i prawej ręki, prawie całkowicie wyleczone                                                 |
| 1985 | 15 maja        | Uniwersytet Kalifornijski w Berkeley             | John Hauser, absolwent uczelni                         | częściowa utrata wzroku w lewym oku, utrata 4 palców prawej ręki, zerwanie tętnicy w ręce zagrażające życiu |
| 1985 | 13 czerwca     | Auburn, Washington                               | brak – bomba rozbrojona                                | |
| 1985 | 15 listopada   | Ann Arbor, Michigan                              | James V. McConnell i Nicklaus Suino                    | McConnell: utrata słuchu, Suino: rany odłamkowe                                                             |
| 1985 | 11 grudnia     | Sacramento, California                           | Hugh Scrutton, właściciel sklepu komputerowego         | pierwsza ofiara śmiertelna                                                                                  |
| 1987 | 20 lutego      | Salt Lake City, Utah                             | Gary Wright, właściciel sklepu komputerowego           | poważne uszkodzenie nerwu lewej ręki, wymagające chirurgicznej rekonstrukcji                                |
| 1993 | 22 czerwca     | Tiburon, California                              | Charles Epstein, genetyk Uniwersytetu Kalifornijskiego | zniszczone obie błony bębenkowe, utrata części trzech palców                                                |
| 1993 | 24 czerwca     | Uniwersytet Yale, New Haven, Connecticut         | David Gelernter, profesor informatyki                  | obrażenia prawej ręki i oka                                                                                 |
| 1994 | 10 grudnia     | North Caldwell, New Jersey                       | Thomas J. Mosser, specjalista ds. reklamy              | druga ofiara śmiertelna                                                                                     |
| 1995 | 24 kwietnia    | Sacramento, California                           | Gilbert Murray, lobbysta w przemyśle drzewnym          | trzecia ofiara śmiertelna                                                                                   |

## Odniesienia w kulturze
Filmy

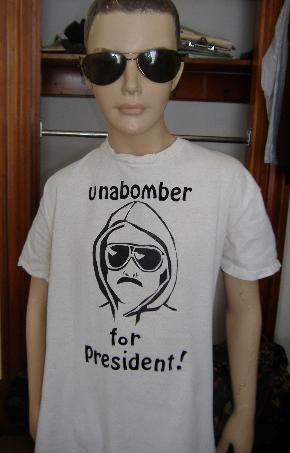
Koszulka z napisem Unabomber for President!

- Stemple Pass (2012, reż. James Benning)
- ManHunt: Unabomber (serial Netflix, 2017)
- Ted K (2021, reż. Tony Stone) – cały film to historia życia Teda Kaczynskiego

Polityka
- Unabomber na prezydenta

Muzyka
- Macabre (zespół muzyczny)(inne języki) – The Unabomber
- Camper Van Beethoven(inne języki) – Militia Song
- Kirlian Camera(inne języki) – Kaczynski Code (ze słowami zaczerpniętymi ze 173. paragrafu manifestu Kaczynskiego)
- Mando Diao – Killer Kaczynski
- Sleepytime Gorilla Museum – FC: The Freedom Club
- Mudoven – Truth and Tragedy: Life in the Occupied Zone
- Combichrist – God Bless
- Movits! – Nitroglycerin
- Agoraphobic Nosebleed – Obi Wan Kaczynski
- Ill Bill – Exploding Octopus
- zespół Suckaaa! użył wizerunku Kaczynskiego jako swojej „maskotki”. Członkowie oblepili jego zdjęciami swój autobus, chodzili w T-shirtach z nadrukami jego twarzy, a także przebierali się za niego podczas koncertów.
- w stanie Connecticut powstał zespół o nazwie „Ted Kaczynski and the Mad Bombers”
- w Moskwie powstał rosyjski zespół crust/punk o nazwie „Ted Kaczynski”
- raper Te-Tris nawiązuje do Kaczynskiego w utworze Prawo do bragga
- raper Quebonafide porównuje się do Kaczynskiego w utworze Valhalla
- raper Eminem wspomina o nim w utworze Believe z albumu – Revival oraz w utworze Brainless z albumu The Marshal Mathers LP 2
- raper Filip Marcinek – Unabomber
- zespół Lordofon – Unabomber

Literatura
- Krwawy rajd – komiks Ryszarda Dąbrowskiego z serii „Likwidator” (2002), dedykowany Tedowi Kaczynskiemu; w dialogach postaci przewijają się ponadto ideologiczne deklaracje Kaczynskiego, a wielki plakat z jego wizerunkiem wisi na ścianie w kryjówce Likwidatora.